# 尾稃草
尾稃草（学名：Urochloa reptans）为禾本科尾稃草属下的一个种。

## 扩展阅读
- 維基物種上的相關：尾稃草